# Johnathan Abram
Johnathan Jauquez Abram (25 ottobre 1996) è un giocatore di football americano statunitense che milita nel ruolo di safety e che è free agent.

## Carriera universitaria
Abram, dopo essersi messo in mostra alle scuole superiori, il 1º novembre 2014 scelse di andare a giocare con l'Università della Georgia con i Bulldogs che militano nell'Southeastern Conference (SEC) della Divisione I della Football Bowl Subdivision (FBS) della NCAA.
Dopo il suo primo anno Abram annunciò di volersi trasferire altrove.
Passato al Jones County Junior College, impegnato nel campionato della National Junior College Athletic Association (NJCAA), quattro mesi dopo ricevette una borsa di studio dall'Università della Georgia
Il 16 dicembre 2016 Abram annunciò di aver scelto di giocare i suoi ultimi due anni di football di college per l'Università statale del Mississipi, con la squadra di football sempre impegnata nella SEC.
Nel suo ultimo anno con i Mississipi State Bulldogs Abram guidò la squadra con 93 tackle e fu nominato nel First-Team All-SEC dalla stampa e nel Second-Team dai capi-allenatore.  Abram fu anche invitato al Senior Bowl 2019 sotto la guida del capo-allenatore dei San Francisco 49ers Kyle Shanahan.
| Stagione          | Stagione          | Stagione          | Stagione          | Stagione | Stagione | Difesa  | Difesa  | Difesa  | Difesa | Difesa | Difesa |
| Anno              | Squadra           | Campionato        | Conference        | P        | PT       | T. tot. | T. sol. | T. ass. | Sack   | Int.   | FF     |
| ----------------- | ----------------- | ----------------- | ----------------- | -------- | -------- | ------- | ------- | ------- | ------ | ------ | ------ |
| 2015              | Georgia           | FBS Div. I        | SEC               | 10       | 3        | 25      | 11      | 14      | 0,0    | 0      | 0      |
| 2016              | Junior County JC  | NJCAA             | -                 | 5        | -        | 23      | 8       | 15      | -      | -      | -      |
| 2017              | Mississippi State | FBS Div. I        | SEC               | 12       | 6        | 71      | 43      | 28      | 2,0    | 0      | 2      |
| 2018              | Mississippi State | FBS Div. I        | SEC               | 13       | 11       | 99      | 53      | 46      | 3,0    | 2      | 1      |
| Totale FBS Div. I | Totale FBS Div. I | Totale FBS Div. I | Totale FBS Div. I | 35       | 20       | 195     | 88      | 107     | 5,0    | 2      | 3      |
| Totale NJCAA      | Totale NJCAA      | Totale NJCAA      | Totale NJCAA      | 5        | -        | 23      | 8       | 15      | -      | -      | -      |

Fonte: Football Database
In grassetto i record personali in carriera

## Carriera professionistica

### Las Vegas Raiders
Abram fu scelto nel corso del primo giro (27º assoluto) del Draft NFL 2019 dagli Oakland Raiders.

#### Stagione 2019

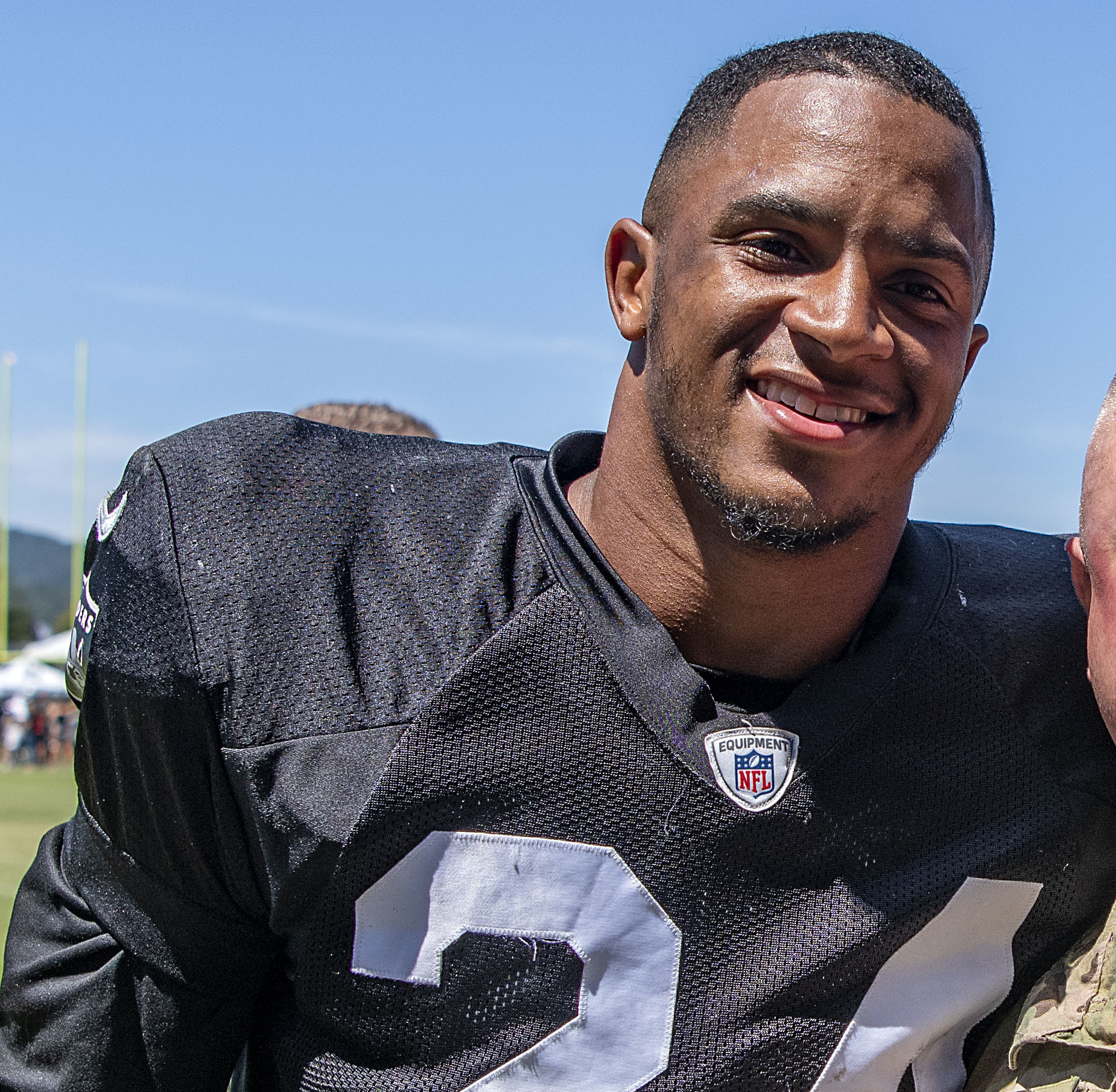
Abram con i Raiders nel 2019

Abram debuttò come professionista partendo come titolare nella vittoria del primo turno sui Denver Broncos mettendo a segno 5 tackle. Tre giorni dopo fu inserito in lista infortunati per un problema alla spalla, perdendo tutto il resto della sua stagione da rookie.

#### Stagione 2020
Abram tornó dall'infortunio nella partita della settimana 1, la vittoria 34-30 contro i Carolina Panthers, in cui fu il migliore nei Raiders con 13 tackle. Nella partita della settimana 3, la sconfitta 36-20 con i New England Patriots, Abram fece il suo primo intercetto in carriera su un passaggio di Cam Newton. Durante la stagione Abram fu criticato per i suoi limiti nel guidare la difesa e in particolare nel marcare i ricevitori avversari, come successo nella partita della settimana 11 contro i Kansas City Chiefs dove sbaglió la marcatura su Travis Kelce che segnò il touchdown della vittoria 35-31 per i Chiefs.

#### Stagione 2021
Abram iniziò la stagione 2021 come strong safety titolare. Il 25 dicembre 2021 fu inserito nella lista delle riserve dopo un'operazione per un infortunio ad una spalla subito nella gara della settimana 15 contro i Cleveland Browns. Abram concluse la stagione con il record personale di 116 tackle, secondo nei Raiders, ed un intercetto in 14 partite da titolare.

#### Stagione 2022
Il 29 aprile 2022 i Raiders, guidati dal nuovo capo-allenatore Josh McDaniels e dal nuovo general manager Dave Ziegler, annunciarono che non avrebbero fatto valere l'opzione di estensione del contratto di Abram per un quinto anno, rendendolo quindi free agent al termine della stagione.
Il 9 novembre 2022, dopo aver tentato nella parte iniziale della stagione di scambiarlo con qualche altra franchigia NFL, i Raiders svincolarono Abram.

### Green Bay Packers
Il 9 novembre 2022 Abram firmò per i Green Bay Packers. Fu svincolato il 29 novembre dopo avere giocato solo due gare.

### Seattle Seahawks
Il 30 novembre 2022 Abram firmò per i Seattle Seahawks. Terminò la stagione giocando in 5 partite, di cui 2 da titolare, e 10 tackle.

### New Orleans Saints
Il 22 marzo 2023 Abram firmò con i New Orleans Saints. Non rientrò nel roster attivo dei Saints definito all'inizio della stagione e il 29 agosto 2023 fu svincolato e poi contrattualizzato con la squadra di allenamento il giorno successivo. Il 30 novembre 2023, dopo essere stato elevato per giocare tre gare di cui una da titolare, fu promosso nel roster attivo. Terminò la stagione con nove presenze, tre da titolare, con 26 tackle, di cui 14 in solitaria, un intercetto e un fumble forzato.
Il 20 marzo 2024 Abram rinnovó il contratto con i Saints per un altro anno. Prima dell'avvio della nuova stagione Abram non rientrò nel roster attivo iniziale dei Saints e il 27 agosto 2024 fu svincolato per poi essere aggregato alla squadra di allenamento il giorno successivo. Fu elevato  nel roster attivo per tre partite di fila, per le gare dal quinto al settimo turno rispettivamente contro i Kansas City Chiefs, i Tampa Bay Buccaneers e i Denver Broncos, poi il 22 ottobre 2024 fu svincolato.

## Statistiche

### Stagione regolare
| Stagione | Stagione    | Stagione | Stagione | Difesa  | Difesa  | Difesa  | Difesa | Difesa | Difesa |
| Anno     | Squadra     | P        | PT       | T. tot. | T. sol. | T. ass. | Int.   | P.Dev. | FF     |
| -------- | ----------- | -------- | -------- | ------- | ------- | ------- | ------ | ------ | ------ |
| 2019     | OAK         | 1        | 1        | 5       | 1       | 4       | 0      | 1      | 0      |
| 2020     | LV          | 13       | 13       | 86      | 60      | 26      | 2      | 6      | 0      |
| 2021     | LV          | 14       | 14       | 116     | 64      | 52      | 1      | 4      | 0      |
| 2022     | LV          | 8        | 6        | 48      | 35      | 13      | 0      | 1      | 0      |
| 2022     | GB          | 2        | 0        | 2       | 1       | 1       | 0      | 0      | 0      |
| 2022     | SEA         | 5        | 2        | 10      | 6       | 4       | 0      | 2      | 0      |
| 2022     | Totale 2022 | 15       | 8        | 60      | 42      | 18      | 0      | 3      | 0      |
| 2023     | NO          | 9        | 3        | 26      | 14      | 12      | 1      | 1      | 1      |
| 2024     | NO          | 3        | 0        | 18      | 10      | 8       | 1      | 1      | 0      |
| Totale   | Totale      | 55       | 39       | 311     | 191     | 120     | 5      | 16     | 1      |

### Play-off
| Stagione | Stagione | Stagione | Stagione | Difesa  | Difesa  | Difesa  | Difesa | Difesa | Difesa |
| Anno     | Squadra  | P        | PT       | T. tot. | T. sol. | T. ass. | Int.   | P.Dev. | FF     |
| -------- | -------- | -------- | -------- | ------- | ------- | ------- | ------ | ------ | ------ |
| 2022     | SEA      | 1        | 0        | 2       | 0       | 2       | 0      | 0      | 0      |
| Totale   | Totale   | 1        | 0        | 2       | 0       | 2       | 0      | 0      | 0      |

Fonte: Football Database - Statistiche alla settimana 7 della stagione 2024

In grassetto i record personali in carriera